# Onthophagus juncticornis
Onthophagus juncticornis là một loài bọ cánh cứng trong họ Bọ hung (Scarabaeidae).